# 보이보드 (밴드)
보이보드(Voivod / Voïvod)는 퀘벡주 결성된 캐나다 헤비 메탈 밴드다. 그들의 스타일은 80년대 초반 데뷔했을때는 스피드 메탈이었고 이후 프로그레시브 메탈과 스래시 메탈의 혼성 사운드를 지향했다. 그들은 어나이얼레이터, 스카페이스, 레이저와 함께 캐나다 4대 메탈밴드라고 불리기도 한다. 보이보드는 동유럽의 전사, 제왕 칭호이다.
1982년 기타리스트 피기가 창립멤버이다. 1989년작 Nothingface가 빌보드 앨범차트 114위까지 올라갔다. 2017년 프로그레시브 뮤직 어워드에서 수상하기도 했다. 2018년 The Wake는 주노상에서 올해의 헤비메탈 앨범으로 수상했다.

## 초기: 1982–1990

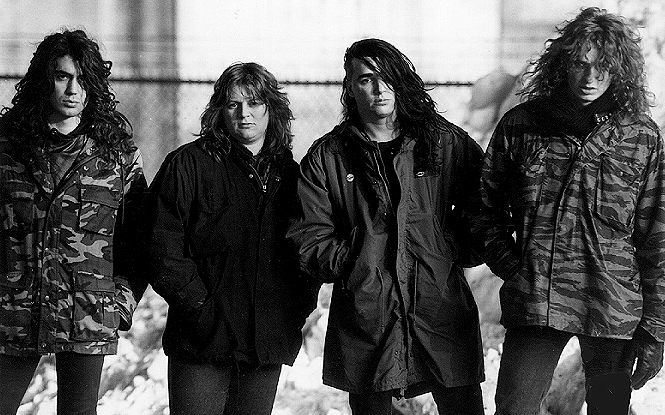
오리지널 라인업(1986) 왼쪽부터 어웨이, 피기, 블래키, 스네이크

보이보드는 82년 퀘벡의 Jonquière에서 결성되었다. NWOBHM의 영향을 받았고 하드코어 펑크, 1970년대 프로그레시브 록 등의 영향을 받았다. 초기엔 베놈 (밴드) 모터헤드 주다스 프리스트 등을 많이 커버했다. 로널드 레이건 시대의 냉전, 세계멸망 이후를 다룬 SF (장르) 등 다양한 세계관을 음악에 담았다. 87년작 Killing Technology에서부터 밴드의 자켓 마스코트가 되는 코굴(Korgull)이 등장하며 드러머 어웨이가 그렸다. 하드코어 펑크 영향이 더 큰 시절이었다. Dimension Hatross부터 속도감이나 세계관에서 점차 진화하기 시작했다. 보이보드는 캐나다 밖에까지 명성이 알려진 최초의 메탈밴드 중 하나였으며 89년작 Nothingface에서는 핑크 플로이드의 Astronomy Domine를 커버하는 등 인기의 정점에 올랐다. 93년작 The Outer Limits에는 핑크 플로이드의 The Nile Song이 그리고 앨범 Phobos에선 킹 크림슨의 21st Century Schizoid Man을 커버하기도 했다. 밴드 사운드는 기타리스트 피기가 만들었으며 Nothingface에서 스타일이 확립되었다. Dimension Hatröss 같은 앨범에서는 변박과 불협화음, 일반적이지 않은 화성전개 등의 변화가 강하게 드러났다.

## 2기: 1991–2006
오리지널 멤버였던 베이스 Jean-Yves Thériault는 밴드를 탈퇴하고 이후 뱅쿠버에서 아방가르드 현대무용단인 The Holy Body Tattoo를 창립하고 음악 담당자가 되었다.역시 오리지널 멤버였던 보컬 Denis Belanger는 자신의 프로젝트인 Union Made를 시작했다.
91년 Angel Rat은 러쉬의 프로듀서 테리 브라운과 작업했다. 밴드는 94년 새 멤버인 에릭 포레스트를 보컬, 베이스 겸임으로 맞이했다. 그의 파워풀한 보컬로 밴드는 판테라 스타일의 중량감을 가지게 되었다. 1998년 포레스트가 교통사고를 당했고 금방 밴드로 복귀하지 못했다. 결국 포레스트는 밴드를 떠났고 포레스트의 보험사는 밴드에게도 그의 사고에 책임이 있다며 소송까지 하려했다.
밴드는 잠시 해산상태였으나 Bélanger(스네이크)가 밴드로 복귀하였고 거물인 제이슨 뉴스테드를 베이스로 영입하여 밴드를 재결성했다. 그러던 중 기타리스트이자 사실상 리더인 피기가 대장암으로 2005년 사망했다. 2006년 앨범 Katorz를 내는데 피기의 컴퓨터에서 찾아낸 리프를 기반으로 만들었다. 그는 사망 전에 멤버들에게 가르쳐주었다.

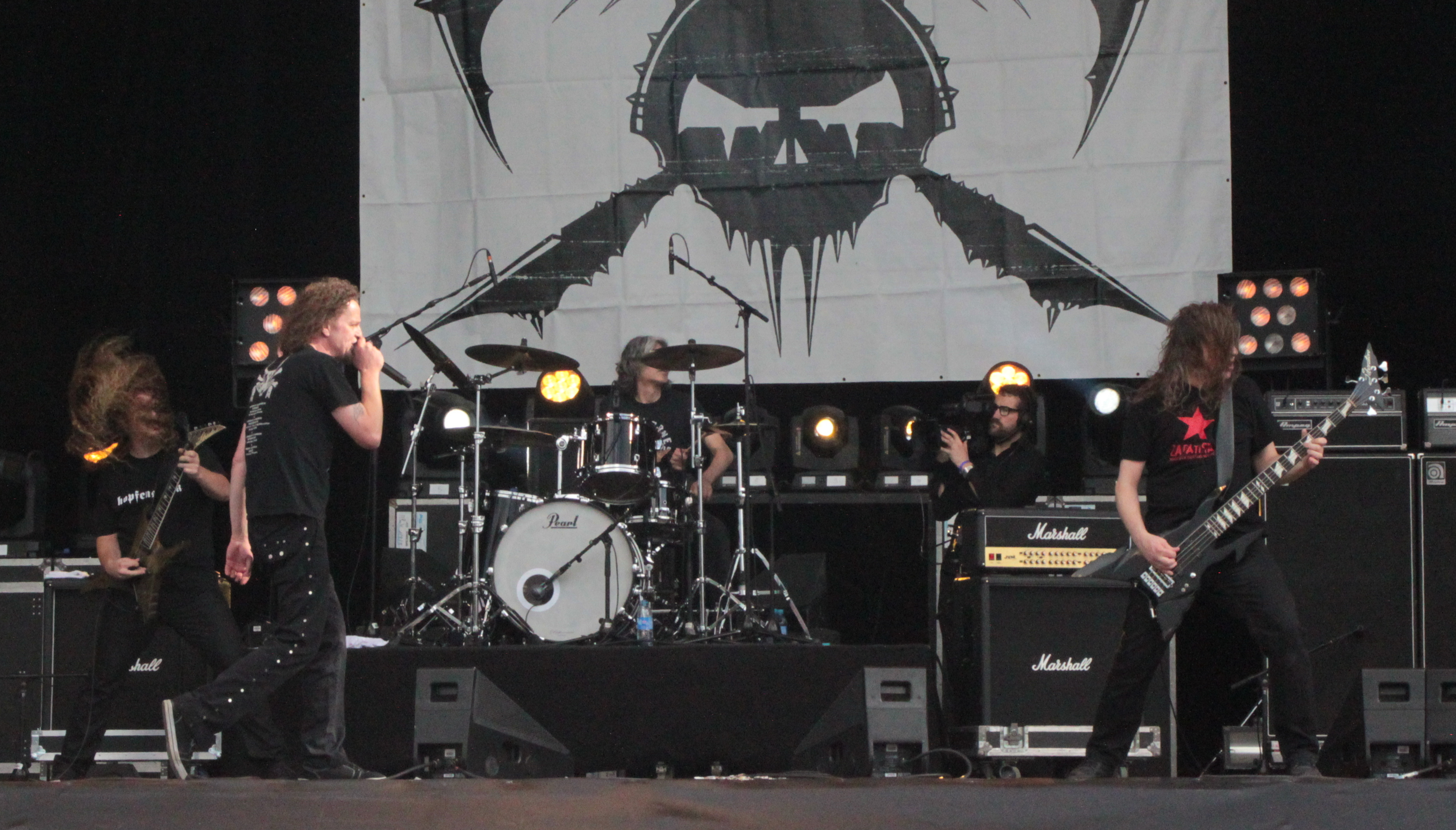
보이보드 2013

## 3기: 2007–
피기가 남긴 트랙을 포함한 밴드의 마지막 앨범을 2007년에 계획했다. 밴드는 08년 Heavy MTL(몬트리올)과 Monsters of Rock Festival(캘거리), Thrash Domination(도쿄)에 참여했다. 09년 Infini를 발매했다.
2010년 Target Earth를 발매했다. 조금 느슨해졌던 근작들과는 다르게 Nothingface 이전까지의 초기 사운드로 돌아갔다.
2014년 블래키가 밴드를 사실상 방출되는 식으로 밴드를 탈퇴했다. 밴드는 2015년 앳 더 게이츠와 함께 스플릿 EP를 냈으며 2016년에는 호크윈드의 Silver Machine 커버가 포함된 EP Post Society를 냈다.
2008년 유니버설 스튜디오의 화재로 밴드의 과거 작업물 상당수가 사라졌다.

## 음악적 스타일과 영향
보이보드의 스타일은 프로그레시브 메탈 스래시 메탈 얼터너티브 메탈 스피드 메탈 및 아방가르드 메탈 등이 언급된다.
보이보드는 버르토크 벨러, 이고르 스트라빈스키, 드미트리 쇼스타코비치, 예스 (밴드), 아인스튀어첸데 노이바우텐, GBH, 제네시스 (밴드), 호크윈드, 주다스 프리스트, 킬링 조크, 킹 크림슨, 모터헤드, 넥타, 핑크 플로이드, 라몬스, 러시 (밴드), 밴 더 그래프 제너레이터, 베놈 (밴드), UFO (밴드) 등 다양한 장르에서 영향을 받았다.

## 음반 목록
- War and Pain (1984)
- Rrröööaaarrr (1986)
- Killing Technology (1987)
- Dimension Hatröss (1988)
- Nothingface (1989)
- Angel Rat (1991)
- The Outer Limits (1993)
- Negatron (1995)
- Phobos (1997)
- Voivod (2003)
- Katorz (2006)
- Infini (2009)
- Target Earth (2013)
- The Wake (2018)
- Synchro Anarchy (2022)
- Morgöth Tales (2023)